# Naruto to Boruto: Shinobi Striker
Naruto to Boruto: Shinobi Striker (NARUTO TO BORUTO シノビストライカー  NARUTO TO BORUTO: Shinobi Sutoraikā) es un videojuego multijugador de acción desarrollado por Soleil y distribuido por Bandai Namco, para las plataformas PlayStation 4, Xbox One y Microsoft Windows. Su fecha de lanzamiento en Japón se produjo el 30 de agosto de 2018. Mientras que su estreno en occidente se llevó a cabo un día más tarde, el 31 de agosto. El videojuego nos permite jugar con hasta 4 jugadores simultáneos es el primer videojuego es dejarnos crear desde 0 a nuestro personaje (desde sus justsus su vestuario y un repertorio de voces para personajes masculinos y femeninos. El juego se romenta tras el nombramiento del séptimo hokage Naruto uzumaki más específicamente en los exámenes chuunin.

## Modos de juego
Los jugadores compiten en varios modos multijugador como Batalla, Bandera, Base, Barrera y muchos más, que requerirán habilidad y trabajo en equipo para lograr la victoria. Además, en el modo Sumisión, los jugadores también pueden formar equipo con enemigos controlados por la IA, como los cazadores (también conocidos como seres como el Zorro de Nueve Colas). Los maestros ninja (personajes originales) también pueden servir como mentores que el personaje creado por el jugador puede elegir libremente para aprender nuevas técnicas y agregarlas a su arsenal. Los personajes se definen en cuatro.

## Desarrollo
El videojuego fue presentado inicialmente el 4 de abril de 2017, a través de un artículo en la revista japonesa Weekly Jump. Posteriormente, el 10 de abril, Bandai Namco anunció de manera oficial su lanzamiento en occidente a través de un tráiler, confirmando que estaría disponible en PlayStation 4, Xbox One y Microsoft Windows.

## Contenido adicional
Desde su lanzamiento el videojuego le han ido añadiendo mucho más contenido algunos son estéticos y con todo lo relacionado con la vestimenta o packs de entrenamiento los cuales incluyen más jutsus avatares y armas.
- El 31 de agosto del 2018 si participaste en la beta del juego habían disponibles 2 camisetas (unisex) que era descargables.

- El 5 de octubre del 2018 lanzan primer training pack (enfocado en Jiraiya) El contenido incluye dos artes Ninja bombas de sapo (tipo defensivo) y arte mágico de agujas Jizo (tipo defensivo) una técnica definitiva técnica de llamada: técnica del caos (tipo defensivo) una arma pipa humeante (Tipo defensivo) una parte de avatar Jiraiya's Hair (solo personajes masculinos) y disfraces (Jiraiya Outfit: Jiraiya's Ninja Belief T-Shirt).